# Manuela-See
Der Manuela-See ist ein kleiner nahezu kreisrunder See 1,5 km südwestlich der Ortschaft Bengora in der Präfektur Ombella-Mpoko im Süden der Zentralafrikanischen Republik. Der See ist 250 m lang und 250 m breit. 